# Coordination étudiante
 (décembre 2022).
Une coordination étudiante (ou coordination nationale étudiante) est une assemblée composée d'étudiants mandatés par les assemblées générales d'étudiants de chaque université pour représenter et organiser un mouvement étudiant en cours.
Il s'agit d'une structure temporaire, contrairement aux syndicats étudiants qu'il s'agit de dépasser. Même si elles sont le plus souvent d'initiative syndicale, elles prennent leur décisions de façon souveraine.
Ces coordinations s'inscrivent dans la pensée autogestionnaire, il n'y a pas de hiérarchie formellement établie et les modalités d'organisation sont pensées pour faire émerger une position collective. Elles sont en général régies par un règlement adopté collectivement.
Lors de chaque grand mouvement étudiant, une coordination est créée.

## Organisation d'une assemblée générale étudiante
Pensées pour organiser collectivement la mobilisation étudiante au niveau local, les assemblées générales ont vocation à rassembler l'ensemble des personnes mobilisées afin que les différentes modalités d'organisation (communication, actions...) soient collectivement décidées.
Leur mise en place se déroule la plupart du temps de la même manière. Tout d'abord, les premiers étudiants mobilisés (le plus souvent issus d'organisation syndicales étudiantes favorables aux assemblées générales) appellent à une première assemblée générale, proposent un premier ordre du jour et informent de cet événement. Par la suite, c'est l'assemblée générale qui décidera de l'organisation des assemblées générales ultérieures.
Il faut ensuite que ces assemblées générales rassemblent un grand nombre d'étudiants mobilisés, pour être légitime. Cette question du nombre de personnes nécessaires pour que l'assemblée générale soit légitime a été maintes fois l'objet de polémiques, il n'existe dans ce domaine aucune règle unanimement acceptée, toutefois il est parfois établi une comparaison avec les élections universitaires et il est parfois avancé qu'on ne peut récuser la légitimité d'une assemblée générale étudiante lorsqu'elle rassemble plus d'étudiants qu'il y a eu de votants aux précédentes élections universitaires. La participation est une donnée essentielle, même s'il arrive que des assemblées générales réunissent plusieurs milliers de personnes par université (cas du mouvement contre le contrat première embauche), la participation est généralement inférieure à la participation enregistrée aux élections universitaires malgré la faiblesse de cette dernière (rarement supérieure à 15 %).
L'assemblée générale se dotera généralement de diverses commissions ou groupes de travail, produira du matériel d'informations (tracts, affiches, communiqués de presse...), planifiera diverses actions et organisera tout ce qui est nécessaire à la mobilisation.
Afin d'organiser la vie démocratique, l'assemblée générale se dotera généralement d'un règlement qui définira, par exemple, comment s'organisent les tours de parole, les modalités de vote...

## Organisation d'une coordination nationale étudiante
La coordination nationale étudiante, dans la continuité de l'assemblée générale étudiante, est pensée pour définir une activité commune des étudiants mobilisés à l'échelle nationale. Il s'agira par exemple d'unifier une plate-forme de revendications, de définir des actions communes (une manifestation nationale, par exemple), de désigner des porte-parole...
En général, chaque assemblée générale d'établissement mobilisé envoie un nombre de mandatés qui est le même pour chaque établissement (rarement plus de 3), toutefois, pour des raisons principalement financières, beaucoup d'établissement en envoient moins que ce qui est autorisé. Certaines se distinguent en envoyant des observateurs (qui donc ne votent pas), que ce soit en plus ou à la place des mandatés.
Les coordinations durent généralement un week-end et ont lieu à chaque fois dans des établissements mobilisés différents.

## Positions des organisations étudiantes
Les organisations étudiantes n'ont pas toutes la même position sur les coordinations étudiantes, certaines en font le mode d'organisation normal d'un mouvement étudiant. C'est notamment le cas de Solidaires Étudiant-e-s.
Certaines organisations étudiantes s'opposent à l'existence d'assemblées générales et de coordinations, à qui elles nient toute légitimité, comme les organisations corporatistes (FAGE et PDE) ou se réclamant de la droite universitaire comme le Mouvement des étudiants. Elles sont paradoxalement quelquefois présentes pour exprimer leur opposition au mouvement en cours et voter contre les modes d'action proposés par les étudiants mobilisés (blocages notamment).
L'UNEF a une position intermédiaire, si elle n'en récuse pas le principe elle est assez réticente aux assemblées générales et aux coordinations dans la pratique par le fait qu'elles entrent pour elle en conflit de légitimité avec les élections étudiantes où elle est souvent majoritaire et où la participation est généralement plus importante et par le fait que des étudiants issus de courants de pensée hostiles aux élections sont souvent fortement présents dans les assemblées générales (anarchistes, ...)[réf. souhaitée] comparativement au nombre de personnes présentes  . Cette sur-représentation de courants qu'elle juge très minoritaires dans les universités radicalise, pour elle, la structure au risque de la couper du milieu étudiant. Si le mouvement est significatif et qu'elle est globalement en accord avec ces objectifs, elle décide généralement de s'y impliquer pour infléchir ce mouvement et les étudiants mobilisés vers les modes d'action et les buts, plus précis, qu'elle s'est fixé en interne. Elle continue généralement à s'exprimer parallèlement en son propre nom dans la presse, ne reconnaissant pas toujours la légitimité des porte-paroles désignés par la coordination[réf. souhaitée] .  Pour elle, une structure permanente de défense des étudiants est nécessaire pour organiser la mobilisation (et au-delà) et elle considère qu'elle peut remplir ce rôle.
Plus généralement, les courants les plus exigeants en matière de respect de la forme de structuration "coordination"  voient de manière hostile la présence de membres de l'UNEF car ils estiment qu'ils ne la respectent pas toujours. Certains accusent notamment de non-respect des mandats des assemblées générales les délégués membres de l'UNEF défendant la ligne de leur organisation, qui considèrent eux qu'ils sont désignés en connaissance de cause et que les étudiants souhaitaient désigner un membre de l'UNEF.
Cette opposition avec ces courants qui sont généralement aussi les plus radicaux, est d'autant plus fréquente qu'ils sont la plupart du temps aussi opposés aux positions développés par les étudiants de l'UNEF (souvent plus modérées notamment sur la question des modes d'action) fortement présents dans les coordinations étudiantes dès qu'elle s'y implique.
Les organisations participent parfois à des réunions nationales entre organisations (appelées interorga), les divergences portent alors sur le rôle de ces interorga une fois que la mobilisation a prise de l'ampleur et que les coordinations sont opérationnelles.